# Йордан Петков
Йордан Христов Петков е бивш български професонален футболист, централен защитник. Той е помощник-треньор на Славия. Висок е 181 см. и тежи 78 кг.

## Кариера
В кариерата си Петков е играл за тимовете на Етър (Велико Търново), Ворскла (Полтава), Локомотив (София), Славия, Самсунспор (Турция) и Ермис Арадипо (Кипър).